# Немировський Семен Михайлович
Семен Михайлович Немировський (нар. 3 жовтня 1952, м. Кадіївка, Ворошиловградська область, УРСР) — театральний актор. Заслужений артист України (1996). Член Національної спілки театральних діячів України (з 1981).

## Життєпис
Народився 3 жовтня 1952 року у місті Кадіївка Ворошиловградської області.
У 1973—1976 рр. — актор Луганського обласного театру ляльок.
1980 році закінчив Харківський інститут мистецтв (нині — Харківський національний університет мистецтв імені І. П. Котляревського) як актор театру ляльок (майстерня І. П. Кагановської).
Переїхав до міста Суми, з 1980 по 2017 рік працював у Сумському театрі для дітей та юнацтва, був зайнятий у лялькових та драматичних виставах. Втілив на сцені образи Езопа («Езоп» Гільєрме Фігейредо), Короля («Попелюшка» Євгена Шварца), брата Лоренцо («Ромео і Джульєтта» Вільяма Шекспіра), Дуремара («Пригоди Буратіно» Олексія Толстого) тощо. Як режисер поставив бенефісну виставу актора Володимира Хорунжого «Ведмідь» за Антоном Чеховим. П'єси його авторства («Дива трапляються, бува» та «Коза-дереза») поставлені на сецні Сумського театру для дітей та юнацтва.
У 2005—2011 рр. викладав акторське мистецтво на театральному відділенні Сумської спеціалізованої школи № 29.
Від 2018 року — актор Сумського театру драми та музичної комедії імені Михайла Щепкіна, де зіграв ролі Пана Клоксфорда («Красуня та чудовисько» Шарля Перро, Ліньєра («Сірано де Бержерак» Едмона Ростана), Кровеля («Ромео за викликом» Андрія Іванова), Анучкіна («Подкольосін» за М. Гоголем).

## Театральні роботи

### Актор
Луганський академічний обласний театр ляльок
Сумський театр для дітей та юнацтва
- «Сто тисяч» за п'єсою Івана Карпенка-Карого — Невідомий
- «Останні» Максима Горького — Яків
- «Чайка» за однойменною п'єсою Антона Чехова — Сорін
- «Попелюшка» Євгена Шварца — Король
- «Вій» за однойменною повістю Миколи Гоголя — Явтух, Відьма, Упир
- «Пригоди Буратіно» за казкою Золотий ключик, або Пригоди Буратіно Олексія Толстого — Дуремар
- «Ромео і Джульєтта» за однойменною п'єсою Вільяма Шекспіра — брат Лоренцо
- «Жайворонок» Жана Ануя — Кошон
- «Антігона» Жана Ануя — Креон
- «Езоп» за п'єсою «Лисиця і виноград» Гільєрме Фігейредо[pt] — Езоп

Сумський національний академічний театр драми та музичної комедії імені М. С. Щепкіна
- «Красуня та чудовисько» Шарля Перро — Пан Клоксфорд
- «Сірано де Бержерак» Едмона Ростана — Ліньєр
- «Ромео за викликом» за п'єсою «Божі кульбабки» Андрія Іванова — Кровель
- «Подкольосін» за Миколою Гоголем — Анучкін

### Режисер
Сумський театр для дітей та юнацтва
- «Ведмідь» за Антоном Чеховим (бенефіс Володимира Хорунжого)

## П'єси
- 1993 — «Дива трапляються, бува» («Хитра казка»)
- 1996 — «Коза-дереза»

## Нагороди та визнання
- 1996 — Заслужений артист України